# Praça Sete de Setembro
La Praça Sete de Setembro (Plaça Set de Setembre), comunament anomenat Praça Sete, és la plaça més concorreguda de la ciutat de Belo Horizonte, la zona zero de la seva hipercentro. Està situat en la intersecció de dos importants avingudes, el Afonso Pena i Amazones, i està travessat per carrers Carijós i Rio de Janeiro. En termes de trànsit de vehicles competeix en importància amb la plaça Raul Soares i Plaça de la Llibertat, a la pràctica, les tres ciutats més importants. El flux de persones que passen per la Plaça Set és, però, considerablement més gran.
Presumeix d'un obelisc al centre donat per la gent de la veïna capella Nova Betim, en l'actualitat la ciutat de Betim, els habitants de la capital de l'estat, amb motiu de la commemoració del centenari de la Independència del Brasil, el 7 de setembre de 1822. El " Lollipop ", com se'l coneix, és de granit i format per una agulla de 7m recolzat sobre un pedestal quadrat adornat per un pal en cadascun dels seus vèrtexs. Va ser dissenyat per l'arquitecte Antoni Rego i construït per l'enginyer Antonio Gonçalves Gravesend.